# USS Preston (DD-379)
USS Preston (DD–379) là một tàu khu trục lớp Mahan được Hải quân Hoa Kỳ chế tạo vào giữa những năm 1930. Nó là chiếc tàu chiến thứ năm của Hải quân Hoa Kỳ được đặt cái tên USS Preston, và là chiếc thứ ba được đặt tên theo Đại úy Hải quân Samuel W. Preston (1840–1865), một sĩ quan hải quân tử trận trong cuộc Nội chiến Hoa Kỳ. Preston đặt căn cứ tại Thái Bình Dương, hoạt động tuần tra và hộ tống trước và trong Chiến tranh Thế giới thứ hai, đã không có mặt tại Trân Châu Cảng vào lúc diễn ra cuộc tấn công vào ngày 7 tháng 12 năm 1941, nên đã không chịu hư hại hay thương vong, và đã hoạt động trong chiến tranh cho đến khi bị đánh chìm trong trận Hải chiến Guadalcanal vào năm 1942.

## Thiết kế và chế tạo
Preston được đặt lườn vào ngày 27 tháng 10 năm 1934 tại Xưởng hải quân Mare Island ở Vallejo, California. Nó được hạ thủy vào ngày 22 tháng 4 năm 1936, được đỡ đầu bởi bà Edward H. Campbell; và được đưa ra hoạt động vào ngày 27 tháng 10 năm 1936 dưới quyền chỉ huy của Hạm trưởng, Trung tá Hải quân C. D. Swain.

## Lịch sử hoạt động
Sau khi hoàn tất việc chạy thử máy, Preston hoạt động một thời gian ngắn trực tiếp dưới quyền Trưởng phòng Tác chiến Hải quân trước khi gia nhập Lực lượng Chiến trận, thoạt tiên được phân về Hải đội Khu trục 2 và sau đó thuộc Hải đội Khu trục 5, và đã hoạt động thực tập huấn luyện thời bình tại Thái Bình Dương cho đến ngày 7 tháng 12 năm 1941. Sau khi Hải quân Nhật bất ngờ tấn công Trân Châu Cảng khai mào chiến tranh, nó làm nhiệm vụ tuần tra và hộ tống vận tải dọc theo vùng bờ Tây cho đến ngày 1 tháng 6 năm 1942. Lên đường đi về phía Tây, nó hướng đến Hawaii trong thành phần hộ tống cho tàu sân bay Saratoga. Đến nơi vào ngày 6 tháng 6, Đội đặc nhiệm 11.1 của nó lại khởi hành ngay ngày hôm sau để gặp gỡ Lực lượng Đặc nhiệm 17; và đã chuyển giao máy bay, phi công cùng hàng tiếp liệu không lực cho các tàu sân bay Enterprise và Hornet, khi lực lượng này được tiếp nhiên liệu và nghỉ ngơi sau trận Midway.
Vào ngày 13 tháng 6, Preston quay trở về Trân Châu Cảng, và trong bốn tháng tiếp theo sau đã hoạt động thực hành, tuần tra và hộ tống tại khu vực quần đảo Hawaii. Nó gia nhập Lực lượng Đặc nhiệm 16 vào ngày 4 tháng 10, và đến ngày 15 tháng 10 đã lên đường đi sang khu vực quần đảo Solomon. Vào ngày 24 tháng 10, Lực lượng Đặc nhiệm 16 hội quân cùng Lực lượng Đặc nhiệm 17 để hình thành nên Lực lượng Đặc nhiệm 61. Hai ngày sau, trong thành phần hộ tống cho tàu sân bay, chiếc tàu khu trục lần đầu tiên nổ súng vào đối phương trong Trận chiến quần đảo Santa Cruz. Hỏa lực phòng không của nó đã bắn rơi hai máy bay Nhật trong khi bản thân không bị hư hại, và đã rút lui về Nouméa sau trận chiến.
Được tiếp đạn dược, Preston quay trở lại khu vực quần đảo Solomon cho trận chiến thứ hai, cũng là cuối cùng của nó. Chiều tối ngày 14 tháng 11, nó cùng với Lực lượng Đặc nhiệm 64 di chuyển dọc phần Tây của để đánh chặn một lực lượng Nhật Bản khác đang tiến dọc xuống "cái khe" để tìm cách bắn phá sân bay Henderson và đổ bộ lực lượng tăng viện. Đi vòng chung quanh đảo Savo, lực lượng bao gồm hai thiết giáp hạm có bốn tàu khu trục dẫn đầu, đi vào eo biển giữa Savo và mũi Esperance. Lúc 23 giờ 00, thiết giáp hạm Washington bắt được tín hiệu của tàu tuần dương Nhật Sendai trên màn hình radar, và đến 23 giờ 17 phút, giai đoạn hai của trận Hải chiến Guadalcanal bắt đầu.
Có tàu khu trục Shikinami tháp tùng, Sendai đuổi theo các con tàu Hoa Kỳ, nhưng bị các quả đạn pháo 16 inch đánh đuổi. Tuy nhiên chỉ ít lâu sau, trận chiến lại tiếp diễn. Lực lượng Nhật Bản bị phân tán, và trong vòng ít phút sau cuộc đụng độ giữa các thiết giáp hạm và tàu tuần dương, tàu khu trục đối phương trải dọc bờ phía Nam đảo Savo cũng tham gia trận chiến; Benham và Preston tiếp nối theo. Gwin, vốn đã bắn pháo sáng về phía cuộc đụng độ trước đó, cũng tham gia kịp thời và trông thấy tàu tuần dương Nagara cùng bốn tàu khu trục Nhật đang tiếp cận. Phía xa hơn, các đơn vị hạng nặng của Nhật đang chuẩn bị tham gia. Lực lượng tàu khu trục Hoa Kỳ tập trung giờ đây trở thành mục tiêu bị chú ý nhất.
Khoảng tám phút sau khi đụng độ với đối phương, Walke bị đánh trúng. Không lâu sau đó, đang khi chuẩn bị các quả ngư lôi, Preston cũng bị đánh trúng. Một loạt đạn pháo từ Nagara đã loại bỏ cả hai phòng nồi hơi và phá hủy phần con tàu phía sau ống khói. Đám cháy đã khiến nó trở thành một mục tiêu dễ dàng, và đạn pháo đối phương rót xuống nó từ cả hai phía mạn trái và mạn phải. Đám cháy lan rộng, và đến 23 giờ 36 phút, nó được lệnh bỏ tàu. Con tàu bắt đầu lật nghiêng, tiếp tục nổi trong mười phút với mũi tàu nhấc cao trên không, rồi chìm xuống mang theo 116 thành viên thủy thủ đoàn.
Trận chiến vẫn tiếp diễn, Gwin giờ đây trở thành mục tiêu cho các khẩu pháo Nhật. Đạn pháo phát nổ tại một phòng động cơ và phía đuôi tàu. Lúc 23 giờ 38 phút, sàn phía trước của Walke bị thổi tung; mũi tàu của Benham cũng bị phá hủy; nó bị đắm sau đó vào ngày 15 tháng 11. Không lâu sau đó Walke nối gót Preston đi vào nghĩa địa tàu cạnh đảo Savo. Lúc 23 giờ 48 phút, khi các thiết giáp hạm bước vào chiến đấu, các tàu khu trục còn lại được lệnh rút lui. Trong cuộc đấu tay đôi diễn ra sau đó, Washington gây ra những hư hại không thể phục hồi được cho lực lượng bắn phá Nhật Bản, và vẫn được bảo toàn. Tuy nhiên, South Dakota bị chiếu sáng bởi đèn pha tìm kiếm đối phương, và hứng chịu đạn pháo đối phương. Phía Nhật Bản có được lợi thế chiến thuật, nhưng với cái giá phải trả là mất một thiết giáp hạm và một tàu khu trục. Nhưng quan trọng hơn ở góc độ chiến lược, họ lại phải hủy bỏ kế hoạch bắn phá sân bay Henderson.

## Phần thưởng
Preston được tặng thưởng hai Ngôi sao Chiến trận do thành tích phục vụ trong Chiến tranh Thế giới thứ hai.